# حلزون بزرگ
حلزون بزرگ (ایتالیایی: Il lumacone) یک فیلم کمدی-درام ایتالیایی است که در سال ۱۹۷۴ منتشر شد.

## بازیگران
- توری فرو
- آگوستینا بلی
- نینتو داولی
- آلبرتو سورنتینو
- انتسو روبوتی
- گابریلا جورجلی
- جانفرانکو بارا
- لیو بوزیزیو
- ایزا دنیلی
- فرانکو براکاردی
- فرانچسکو موله
- جیمی ایل فنومنو
- ساندرو دُری
- ماریا تدسکی